# The Walking Dead: Survival Instinct
The Walking Dead: Survival Instinct (в русской локализации — The Walking Dead. Инстинкт выживания) — компьютерная игра в жанре шутера от первого лица, разработанная компанией Terminal Reality. В отличие от The Walking Dead: The Game (2012), основанной на одноимённых комиксах, данная игра базируется на одноимённом телесериале.

## Игровой процесс
Игра представляет собой survival horror/first-person shooter с акцентом на стелс и выживание. Основные задачи игрока — избегать зомби и разумно использовать ресурсы. Патроны встречаются редко, поэтому поощряется исследование частично открытого мира. Помимо патронов, можно найти другие полезные предметы, например, бинты.
Подобно другим играм жанра, как то ZombiU, даже один зомби может легко победить протагониста, особенно учитывая, что он может материализоваться у него за спиной. Стрельбу из оружия и свет можно использовать как метод привлечения зомби. Кроме того, враги чувствительны к запаху игрока. Тем не менее, игрок может подкрадываться к ним сзади и совершать «тихое» убийство.
В ходе игры можно составить группу из наемников, до четырёх персонажей. Наемников можно посылать на сбор предметов. Каждый выживающий обладает уникальным набором характеристик, который определяет, сможет ли персонаж выжить при добыче ресурсов. Иногда напарников необходимо оставлять позади.

## Сюжет
Игра начинается со сцены у ручья, где некий Диксон отправляется на охоту с несколькими другими выжившими. Неожиданно слышатся крики, и Диксон возвращается в лагерь. У лагеря собралось множество ходячих, съедающих одного из членов группы. Ходячие замечают Диксона и нападают на него, распоров живот. К Диксону подбегает его брат — Джесс и сын — Дэрил. Джесса тут же кусают. Расправившись с ходячими, Джесс говорит Дэрилу, что все убиты.
Через некоторое время Джесс и Дэрил перебираются в небольшую хижину. Дэрил в ярости, но Джесс говорит, что им нужно двигаться дальше, после чего выжившие добираются до машины и уезжают. По дороге они попадают в разные города и встречают множество разных выживших, нуждающихся в помощи. Вскоре они добираются до одного из бывших лагерей, захваченных ходячими. Побродив по лагерю и найдя необходимые вещи, Дэрил возвращается к машине и находит уже превратившегося Джесса. Убив его, Дэрил продолжает путь в одиночку.
Дэрил прибывает в Фонтану в надежде найти своего старшего брата — Мэрла, находящегося в заключении. Дэрил приходит в полицейский участок, но так и не находит брата. Со временем он слышит выстрелы, доносящиеся с крыши. Забравшись, он находит Мэрла, который стреляет из снайперской винтовки в живых людей. Мэрл говорит, что он думает, что это солдаты, и они хотят снова посадить его в тюрьму, откуда он сбежал несколько дней назад. Братья продолжают путь вместе…
Мэрл предлагает Дэрилу доставить их к банде Мэрла «Дикие Братья» в Барксдейл. Когда Диксоны добрались до бара банды, то Мерл слетает с катушек, узнав, что попал в тюрьму из-за предательства своих бывших напарников и берёт на мушки двоих парней. В это время в бар входит Дэрил и, увидев на барной стойке пакет с медицинскими препаратами наркотического действия, обвиняет брата в эгоизме. Мэрл отвлёкся на Дэрила и в это время влетают в бар ещё двое парней и оглушают Дэрила и забирают его вещи, Мэрл решил погнаться за ними. Когда Дэрил придёт в себя, он находит в баре арбалет и прорывается сквозь ходячих вглубь городка, ориентируясь на раздающиеся вдалеке выстрелы. Но добравшись до стоянки, Дэрил находит свои вещи, которые бандиты бросили в спешке отбиваясь от Мэрла и ходячих. Не найдя брата, Дэрил решает продолжать вместе со Скаут — девушкой, которой Дэрил помог в Фонтане.
Скаут просит Дэрила доставить её в Палметто Эстейтс, где её ждёт её отец. Дэрил помогает ей и направляется вглубь Палметто Эстейтс. Город полон ходячих, но от выживших, найденных им в городе, Дэрил узнаёт, что единственное место, где выжившим будет оказана помощь со стороны военных — это Атланта. Дэрил решил направиться к стадиону Файерсайн — крупнейшему эвакуационному пункту Атланты. Но как оказалось в Атланте больше ходячих, чем в тех городах, где Дэрил бывал ранее с начала эпидемии. Но несмотря на это, Дэрил решил прорваться на стадион. На поле стадиона проводилась экстренная эвакуация и Дэрил начинает защищать одну вертолётную площадку, пока пилот готовится к взлёту. Ходячих становится всё больше, но откуда ни возьмись приезжает Мэрл на военном джипе. Дэрил занимает место за пулемётом и зачищает площадку от ходячих. Вертолёт готов к взлёту, но Мэрл не хочет садиться на него и не пускает брата. В итоге вертолёт улетает без Диксонов, что разозлило Дэрила, но Мэрл успокаивает брата, сказав, что пилот был уже укушен и почти превратился в ходячего. Братья садятся в джип и уезжают из Атланты.

## Оценки
| Сводный рейтинг       | Сводный рейтинг                                          |
| Агрегатор             | Оценка                                                   |
| --------------------- | -------------------------------------------------------- |
| GameRankings          | (X360) 35,39 % (PS3) 33,33 % (PC) 32,62 % (WIIU) 30,50 % |
| Metacritic            | (PC) 38/100 (PS3) 34/100 (X360) 32/100                   |
| Иноязычные издания    |                                                          |
| Издание               | Оценка                                                   |
| Polygon               | 3/10                                                     |
| The Games Cabin       | 2,3/10                                                   |
| Русскоязычные издания |                                                          |
| Издание               | Оценка                                                   |
| Absolute Games        | 30 %                                                     |

Игра получила крайне "негативные" отзывы, согласно сайту Metacritic.